# 丹麦国防部

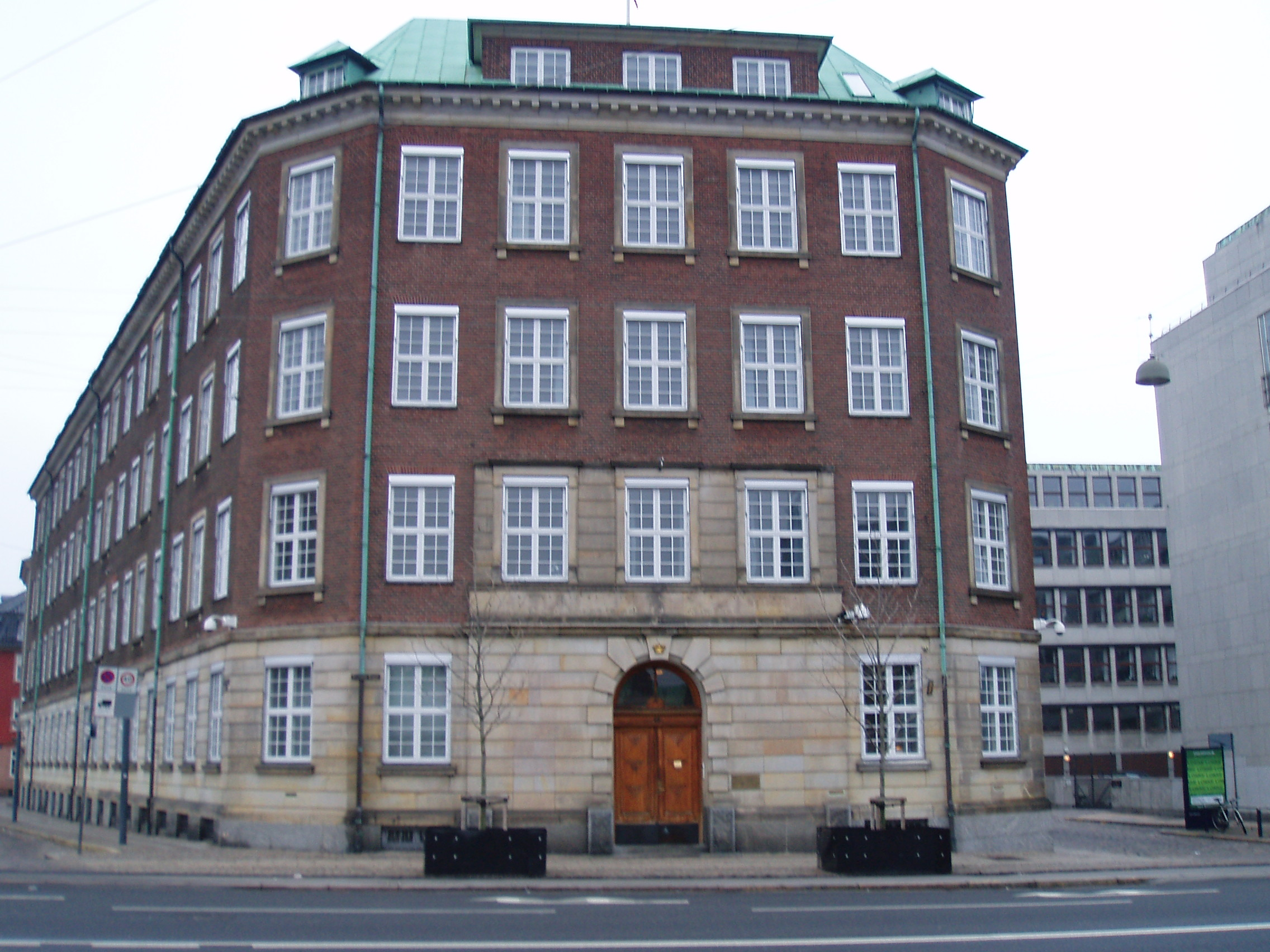
丹麦国防部大楼

丹麦国防部（丹麥語：Forsvarsministeriet），缩写FMN，为丹麦王國政府的组成部门之一，负责丹麦军事事务。丹麦国防部于1950年成立，由原战争部与海军部合并成立，部門首長稱國防大臣。